# Vorarlberghalle
La Vorarlberghalle est une patinoire située à Feldkirch en Autriche.

## Description
Elle ouvre en 1977.
La patinoire accueille notamment l'équipe de hockey sur glace du VEU Feldkirch de l'Inter-National-League. La patinoire a une capacité de 5 200 spectateurs.